# Duplacrorhynchus major
Duplacrorhynchus major är en plattmaskart som beskrevs av Schockaert och Tor Karling 1970. Duplacrorhynchus major ingår i släktet Duplacrorhynchus och familjen Polycystididae. Inga underarter finns listade i Catalogue of Life.